# Jean Puy

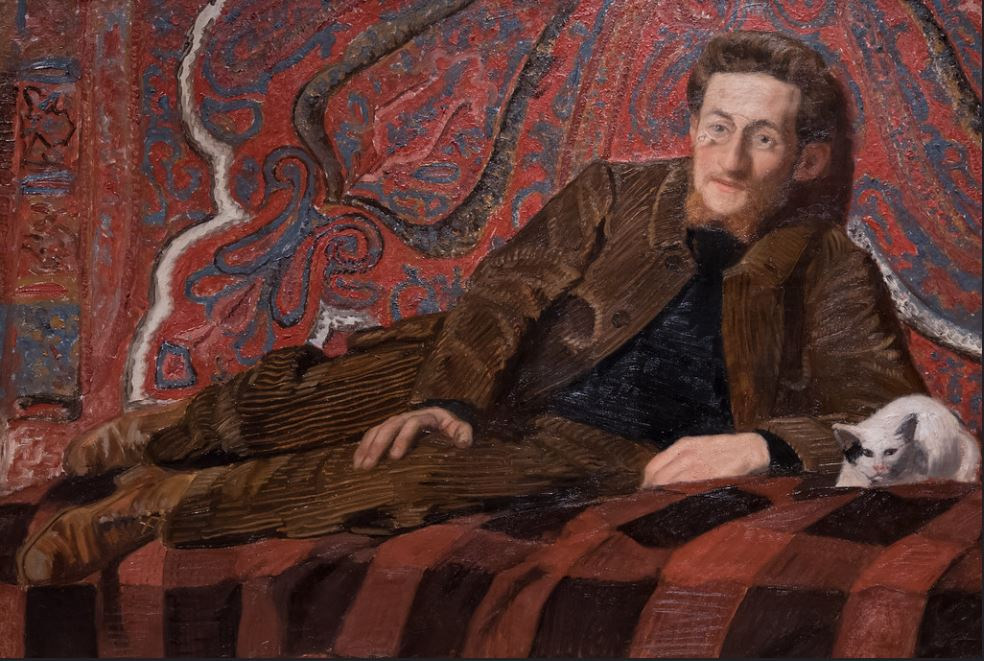
Retrato de Jean Puy pintado por Jules Migonney (1910). Musée municipal de Bourg-en-Bresse.

Jean Puy (Roanne, 8 de noviembre de 1876 – íd., 6 de marzo de 1960), fue un pintor fauvista francés.
Estudió arquitectura en Lyon y pintura con Jean-Paul Laurens en la Academia Julián entre 1897 y 1898. Conoció a Henri Matisse, André Derain y otros artistas cuando se trasladó en 1899 a París a la academia del pintor simbolista Eugène Carrière en 1899. Expuso su obra impresionista en 1901 en el Salon de los Independientes; y luego ya como fovista, en el Salón de Otoño de 1905.